# Pantapaara
× Pantapaara, (abreviado Pntp) en el comercio, es un híbrido intergenérico entre los géneros de orquídeas Ascoglossum × Renanthera × Vanda. Fue publicado en Orchid Rev.  85(1010, cppo): 10 (1977).